# Le Mans FC
Der Le Mans Football Club oder kurz Le Mans FC ist ein französischer Fußballverein aus der Stadt Le Mans im westfranzösischen Département Sarthe.
Viele Jahre war das Stade Léon-Bollée Austragungsort der Heimspiele des Vereins, ehe die Fußballer 2011 in die neu errichtete MMArena umzogen, welche Platz für 25.000 Zuschauer bietet. Nach dem Abstieg ins Amateurlager reichte die rund 5.000 Plätze bietende Sportanlage Le Clos-Fleuri aus. Vereinspräsident ist Jean-Pierre Pasquier. 2019 stieg der Verein in die Ligue 2 auf und trägt seine Heimspiele wieder in der MMArena (seit 2022: Stade Marie-Marvingt) aus.

## Geschichte

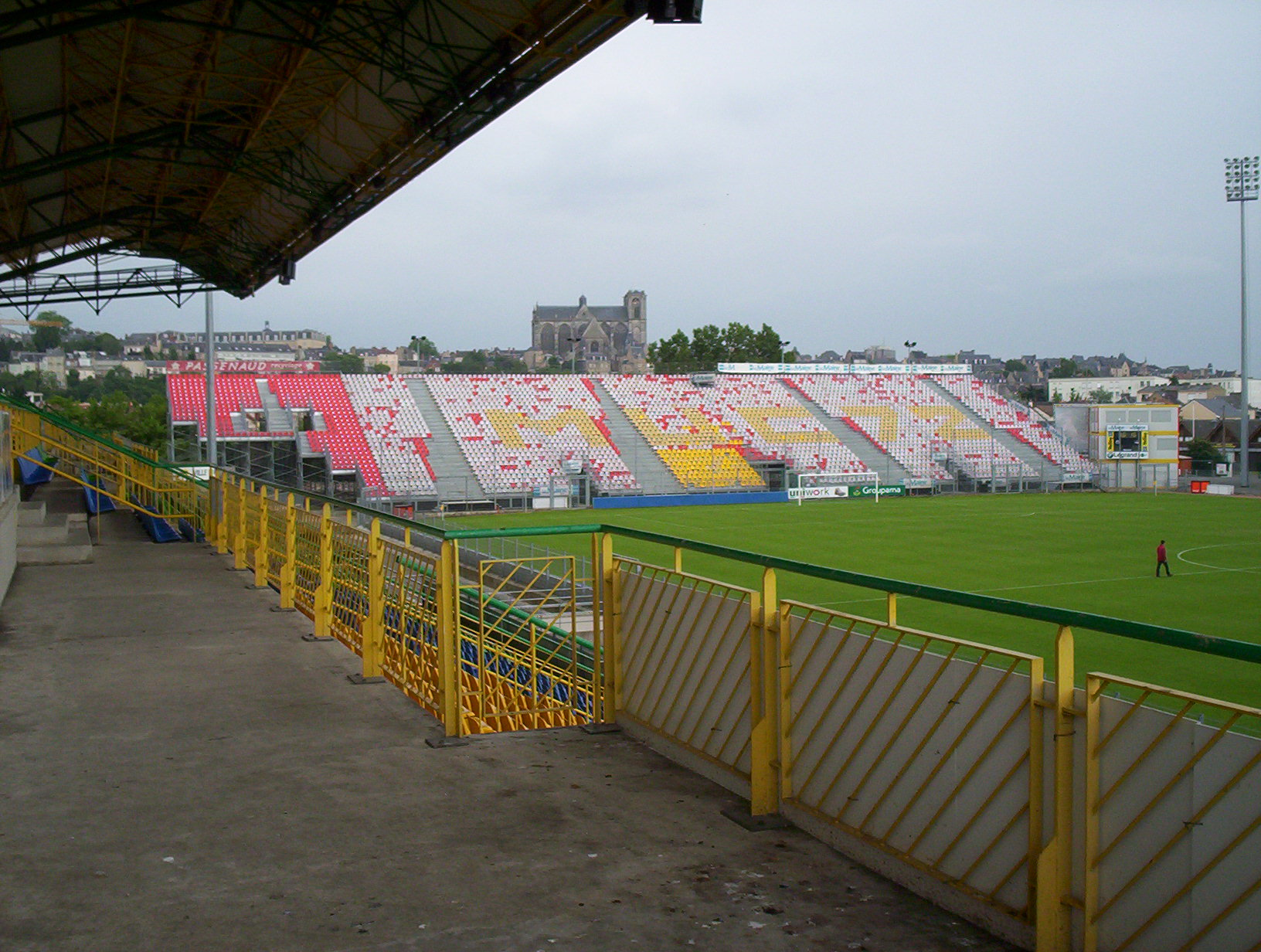
Stade Léon-Bollée (2007)

Altes Vereinswappen

Gegründet wurde der Verein 1889 als Union Sportive du Mans. Die Fußballabteilung gibt es aber erst seit 1902. 1985 erfolgte eine Fusion mit Stade Olympique du Maine, von dem auch die Vereinsfarben Rot und Gelb übernommen wurden. Der neue Klub nannte sich Le Mans Union Club 72, wobei sich die 72 auf die Verwaltungsnummer des Départements Sarthe bezog. Die Umbenennung des Vereins im Juli 2010 erfolgte aus Vermarktungsgründen; dafür wurde auch das Wappen abgeändert und ein in der Heraldik der Vereinsgeschichte bisher unbekanntes „Vollblutpferd“ (so die offizielle Beschreibung) der Symbolik hinzugefügt.
Erst mitten im Zweiten Weltkrieg (1942) schaffte es Le Mans, sich für den professionellen Ligabetrieb (in der besetzten Zone Frankreichs) zu qualifizieren, verblieb dort allerdings nur bis 1945. Erstmals 2003/04 und von 2005 bis 2010 war der Le Mans UC wieder in der höchsten Spielklasse (Division 1, seit 2002 Ligue 1 genannt) vertreten.
Der Umzug in die MMArena erfolgte im Januar 2011. Diese multifunktionelle Arena wurde nach der Versicherungsgesellschaft Mutuelles du Mans Assurances benannt, die für die Namensrechte 10 Millionen Euro über zehn Jahre zahlte. Es handelte sich hierbei um das erste Namenssponsoring eines Fußballstadions in Frankreich. In der Saison geriet der Verein in erhebliche Zahlungsschwierigkeiten (Verschuldung rund 7,5 Mio. Euro), so dass Präsident Legarda bei den Stadtvätern um finanzielle Unterstützung bat. Im Sommer 2013 war das Defizit auf 14,4 Mio. Euro angestiegen, so dass der Klub administrativ in die vierte Liga zwangsrelegiert wurde; nachdem der FC sich auf mehreren sportgerichtlichen Ebenen nicht durchsetzen konnte, trat er 2013/14 sogar nur in der Division d’Honneur, also auf der sechsthöchsten Ligenstufe, an. Hier konnte jedoch direkt der Aufstieg in die CFA2 erreicht werden.

## Erfolge
- Französischer Meister: Fehlanzeige, bisher beste Platzierung war Tabellenrang 9 (2007/08)
- Französischer Pokalsieger: bisher Fehlanzeige – 1998 schaffte es der Klub einmal bis ins Halbfinale.

## Spieler
- Didier Drogba (1998–2002)
- Daniel Cousin (2000–2004)
- Ismaël Bangoura (2005–2007)
- Marko Baša (2005–2008)
- Romaric (2005–2008)
- Grafite (2006–2007)
- Stéphane Sessègnon (2006–2008)
- Gervinho (2007–2009)

## Frauenfußball
Die Fußballerinnen des Vereins spielten von 1995 bis 1997 sowie – nach dem Gewinn des französischen Zweitligameistertitels 2010 – in der Saison 2010/11 jeweils erstklassig und standen zudem 2009 als erster Zweitdivisionär im Endspiel des Landespokalwettbewerbs, was erst 2021/22 wieder einem unterklassigen Verein gelang.